# Classe Taigei
A Classe Taigei (em japonês: たいげい ou "Tai-ge i", o que significa Baleia-azul em português) é um conjunto recente de submarinos de ataque furtivos ao serviço da Força Marítima de Autodefesa do Japão.

## Descrição
Com um deslocamento de 3 000 toneladas, 84 metros de comprimento, 9,1 metros de boca, um calado de 10,4 e uma tripulação de 70 oficiais, o seu exterior é muito semelhante à antecessora Sōryū, porém é ligeiramente maior.
A classe abriga, pela primeira vez, compartimentos somente femininos, tais como uma sala de estar com capacidade até seis tripulantes, de acordo com a Marinha.

### Capacidades furtivas / stealth
Estes submarinos foram projetados com novos materiais absorventes acústicos e uma estrutura de piso flutuante para operar silenciosamente. O casco reforçado é capaz de suportar fortes pressões hidrostáticas, o que permite atingir profundidades baixas e aumentar a sua furtividade.
Também adotam um snorkel, um dispositivo que permite a entrada e saída de ar para a ventilação e limpeza da exaustão enquanto submergidos, aumentando a sua furtividade.

### Armamento
Estão presentes seis tubos de torpedo HU-606 de 533 mm em cada submarino, dos quais são aptos para disparar os pesados Type 89 da Mitsubishi e os mísseis antinavio UGM-84 Harpoon versão submarina.
O sistema de contramedidas anti-torpedo é o mesmo incorporado nos últimos quatro submarinos da Classe Sōryū. Este é capaz de detetar torpedos inimigos e, por sua vez, dispersar boias capazes de simular o ruído do sistema de propulsão de modo a atrair os torpedos e evitar a colisão com o submarino.

### Baterias íon-lítio
Estes submarinos empregam baterias de íon-lítio, ao contrário da irmã-gêmea que utiliza de chumbo-ácido, à exceção das últimas duas embarcações. As baterias foram fornecidas pela GS Yuasa.
De acordo com o Ministério da Defesa do Japão, as baterias e o sistema de fornecimento energético são, apesar de compactos, eficientes o suficiente de modo a estenderem a duração de imersão sem a necessidade de expandir as respetivas dimensões.

## Submarinos da classe
| Nº de amura | Nome                                | Batimento de quilha | Lançado               | Comissionado             | Estado                 |
| ----------- | ----------------------------------- | ------------------- | --------------------- | ------------------------ | ---------------------- |
| SS-513      | Taigei (em japonês: " たいげい ")   | março de 2018       | 14 de outubro de 2020 | março de 2022            | Ativo                  |
| SS-514      | Hakugei (em japonês: " はくげい ")  | janeiro de 2019     | outubro de 2021       | 20 de março de 2023      | Ativo                  |
| SS-515      | Jingei (em japonês: " じんげい ")   |                     | 12 de outubro de 2022 | 8 de março de 2024       | Ativo                  |
| SS-516      | Ringei (em japonês: " らいげい ")   |                     | 17 de outubro de 2023 | (por determinar)         | (lançado recentemente) |
| SS-517      | Chogei (em japonês: " ちょうげい ") |                     | 04 de outubro de 2024 | março de 2026 (estimado) | (lançado recentemente) |

Nota: O Ministério da Defesa do Japão juntou fundos para a construção de mais quatro submarinos, os SS-517, 518, 519 e 520, com a Mitsubishi ganho o contrato para o primeiro e terceiro, enquanto que a Kawasahi ficou responsável pelo segundo e quarto.